# Moniliformis clarki
Espèce
Synonymes
- Hormorhynchus clarki Ward, 1917 - protonyme
- Moniliformis spiradentatis Mcleod, 1933

Moniliformis clarki est une espèce d'acanthocéphales de la famille des Moniliformidae. C'est un parasite digestif de rongeurs néarctiques.